# Fritillaria camschatcensis
Fritillaria camschatcensis är en liljeväxtart som först beskrevs av Carl von Linné, och fick sitt nu gällande namn av Ker Gawl. Fritillaria camschatcensis ingår i Klockliljesläktet och i familjen liljeväxter.

## Underarter
Arten delas in i följande underarter:
- F. c. alpina
- F. c. camschatcensis

## Bildgalleri

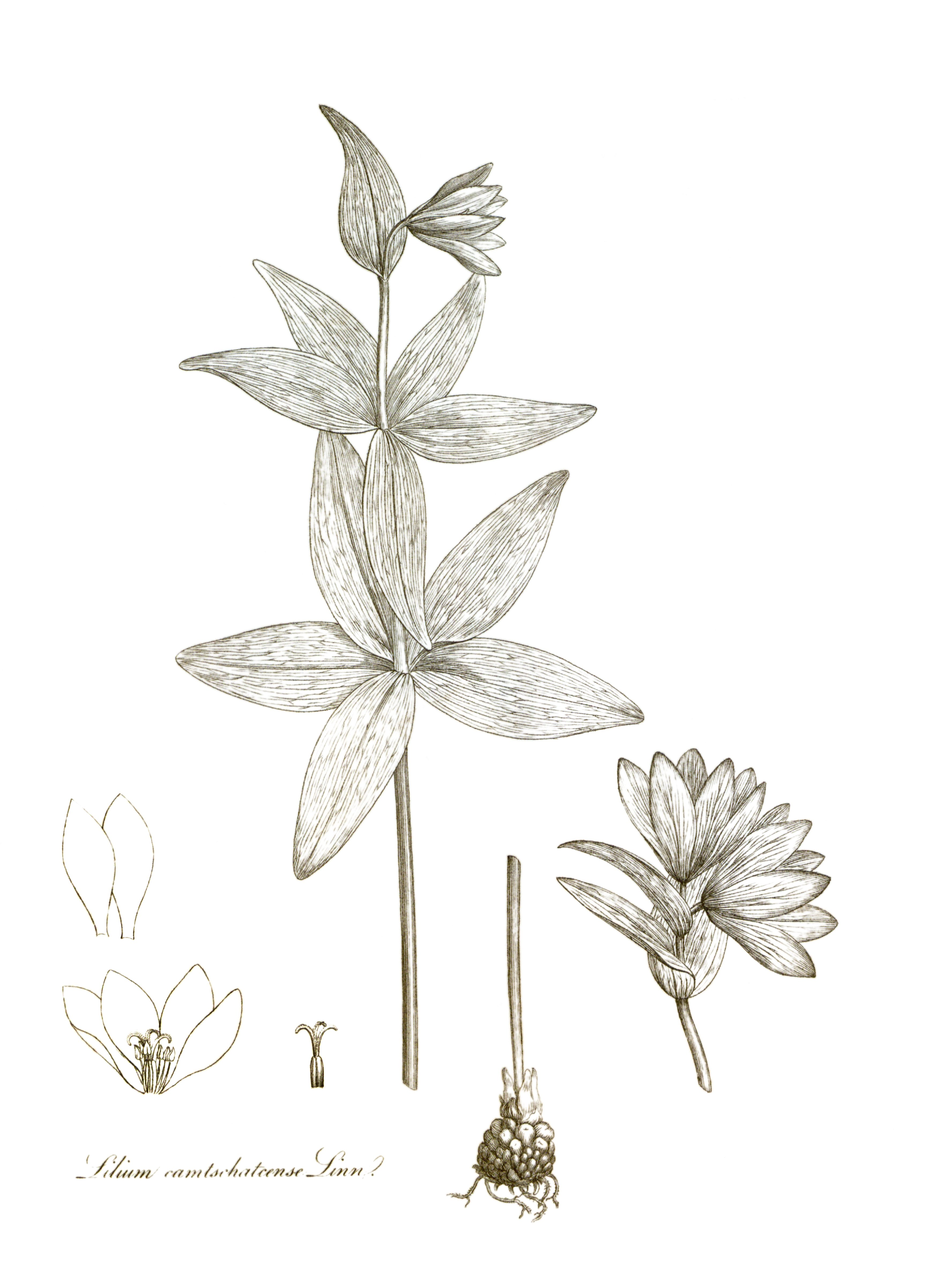
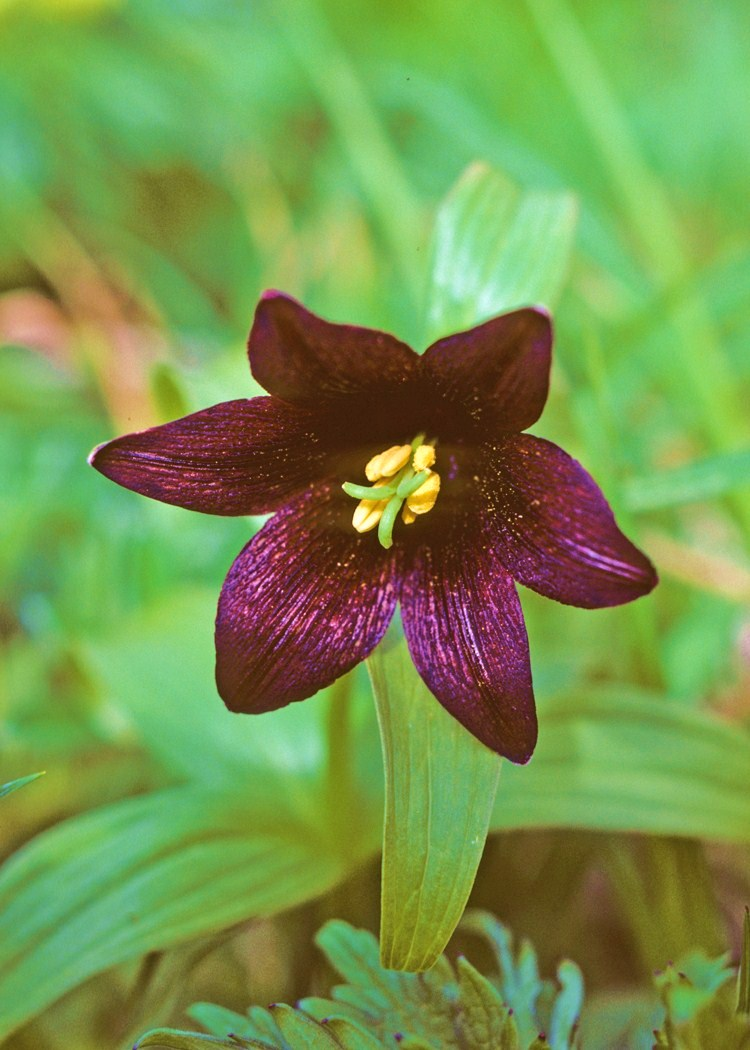
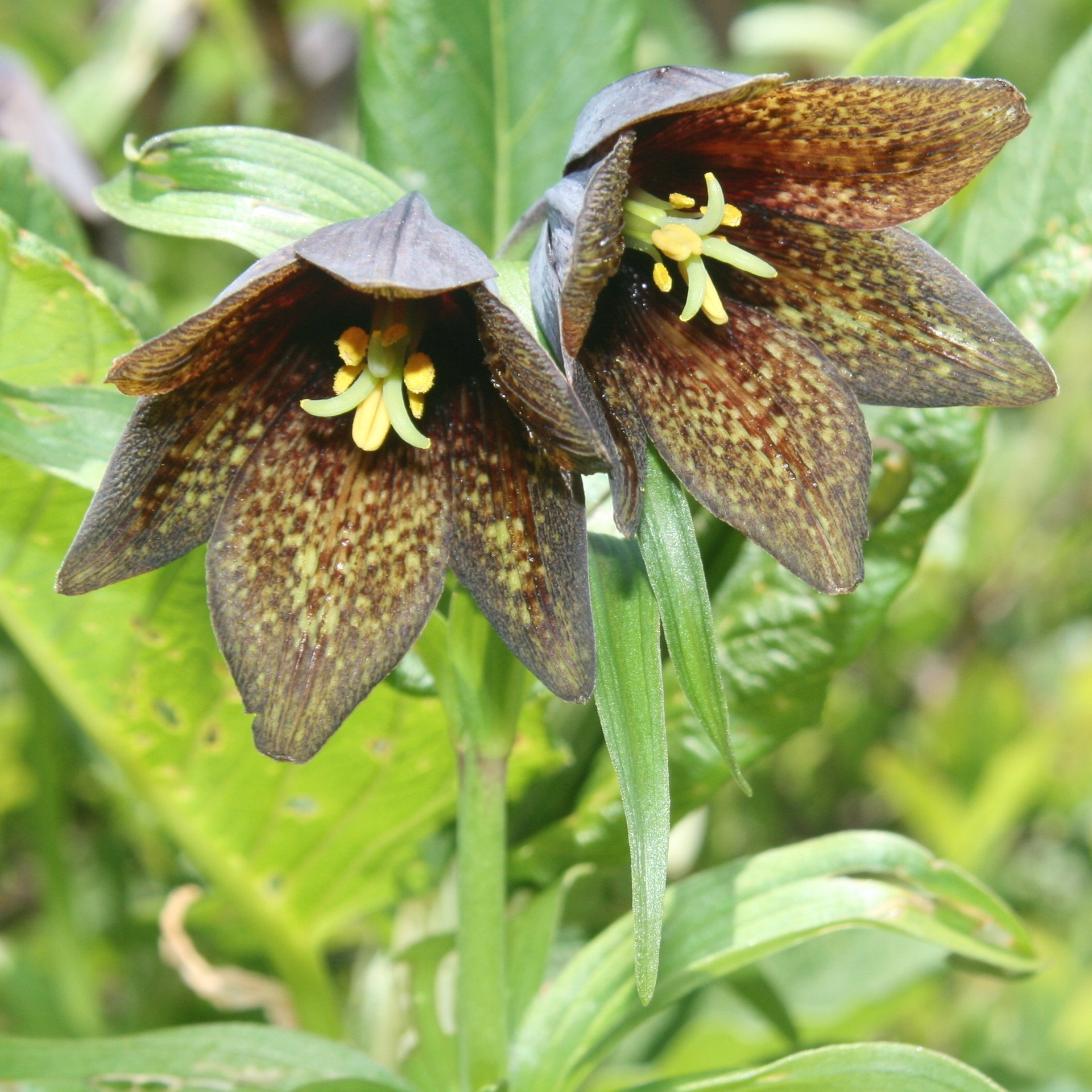